# Manuel Cassola
Manuel Cassola Fernández (Hellín, 26 de agosto de 1837-Madrid, 10 de mayo de 1890) fue un militar y político español.  

## Biografía
Hijo del italiano instalado en Hellín y dedicado a la enseñanza llamado Alberto Cassola, ingresó con quince años en el Colegio de Infantería de Toledo, donde se graduó como subteniente en 1856.
Entre 1862 y 1871 combate en la intervención aliada en México y en la guerra de restauración en Santo Domingo. Se casa un año después con María del Carmen Arce y Gutiérrez. Combate en la tercera guerra carlista siendo ascendido a coronel en 1873 y a brigadier en 1874. Capitán General de Granada en 1875, en 1876 es destinado a Cuba para combatir a  los separatistas, lo que le vale el ascenso a teniente general. Diputado por Cartagena entre 1879 y 1886 y posteriormente de senador por Canarias.
Adscrito a los liberales, entre marzo de 1887 y junio de 1888 es nombrado ministro de la Guerra. Durante su mandato trata de poner en marcha un amplio programa de reforma del Ejército que contemplaba acabar con el injusto sistema de redenciones del servicio militar  y la creación de un moderno cuerpo de Estado Mayor. Por último, preveía la supresión de la dualidad de ascensos y la creación de un Banco Militar de Préstamos para acabar con la precariedad de muchos oficiales. El programa finalmente fracasó por ser considerado socialmente radical, aunque fue germen de las reformas llevadas a cabo, ya en el siglo posterior, por José Canalejas y Manuel Azaña.